# Jaime Wyatt
Jaime Wyatt (Santa Monica, 29 september 1985) is een Amerikaanse countryzangeres en songwriter in het americana genre.

## Biografie
Jaime Wyatt muzikale ouders waren van Ierse origine, maar zij groeide alleen op bij haar moeder in Tacoma in de staat Washington, net ten zuiden van Seattle, de bakermat van de grungemuziek.
Op 17-jarige leeftijd verhuisde zij met haar moeder naar Los Angeles, waar zij een platencontract kreeg bij Lakeshore Records. Op de soundtrack van Wicker Park werd een van haar songs opgenomen. In die periode stortte echter de platenindustrie in, en werd haar contract ontbonden.
Op haar 21ste werd zij gearresteerd in verband met de beroving van haar drugsdealer en verbleef zij acht maanden in een huis van bewaring.
Over deze periode zingt zij op haar debuut-album Felony Blues, waarop zij begeleid werd door musici uit de band van Shooter Jennings.
In 2020 kwam haar album Neon Cross uit bij New West Records. Het album werd geproduceerd door Shooter Jennings, vocale medewerking werd verleend door Jessi Colter.
De opnames dateren al van 2019, gitarist Neal Casal speelt er op mee, vlak voor hij een eind aan zijn leven maakte.

## Discografie
- 2017 - Felony Blues - Forty Below Records
- 2020 - Neon Cross - New West Records

## Overig
In 2018 zong zij een duet "Skinny Elvis" met Sam Morrow op diens album Concrete and Mud. 